# Calanthe sacculata
Calanthe sacculata är en orkidéart som beskrevs av Rudolf Schlechter. Calanthe sacculata ingår i släktet Calanthe och familjen orkidéer. Inga underarter finns listade i Catalogue of Life.